# 庄司武男
庄司 武男（しょうじ たけお、1978年9月12日 - ）は、神奈川県藤沢市出身の日本の柔道家。現役時代は100kg級の選手。身長177cm。組み手は右組み。得意技は大内刈。

## 人物
柔道は4歳の時に水心塾で始めた。御所見中学時代は柔道部がなかったのでバスケットボール部に所属していた。埼玉栄高校に進むと、インターハイ軽重量級で5位になった。日本大学へ進むと、1年生の時には優勝大会で優勝を飾った。しかし、2年生からは3年連続で5位にとどまった。その後、神奈川県警察の所属となると、2002年には講道館杯100kg級で優勝を飾った。2003年の嘉納杯では3位だった。アジア選手権では2年連続3位だった。2005年の講道館杯では決勝で国士舘大学1年で後に北京オリンピック金メダリストとなる石井慧に合技で敗れた。2006年の体重別では天理大学4年の穴井隆将を大腰の有効で破って優勝を飾った。2007年の全日本選手権では準々決勝で石井に注意で敗れるが5位になった。

## 特色
一般的に、日本の柔道界においては釣手と引き手の2本を持って正しい理合いで技を仕掛けることが正しい柔道と見なされている。しかしながら、庄司の場合はその正反対ともいえる変則組み手を得意としていた。正統派の組み手が巧くなかったことや、肘の怪我などの影響もあって、組みたい相手には組ませながらも、そこから如何に相手に接近して自らの得意技を仕掛けていくかに重点を置くこととなった。試合の最中に対戦相手の横に付いたり、瞬間的に背を向ける姿勢を見せるなどフェイントを多用したトリッキーな動きをよく示したことで、多くの指導者からは多分に際物扱いを受けることにもなった。それでも当の本人は、これこそが自分の柔道スタイルなので批判されても構わないと割り切っていた。相手に接近してからの変形浮落(櫓投げ)やスライディングをしての体落、しゃがみこんだ姿勢からの大内刈、四つんばいになった相手を独特の手順でひっくり返して抑込技に持ち込む所謂｢庄司返し｣などを得意にしていた。2008年の全日本選手権では2回戦で石井と対戦して大外刈で敗れるも、序盤に庄司返しから石井を10秒ほど抑え込んだこともあった。

## 主な戦績
- 1996年 - インターハイ 5位
- 1997年 - 優勝大会 優勝
- 1998年 - 優勝大会 5位
- 1999年 - 優勝大会 5位
- 2000年 - 優勝大会 5位
- 2002年 - 講道館杯 優勝
- 2003年 - 嘉納杯 3位
- 2003年 - アジア選手権 3位
- 2004年 - アジア選手権 3位
- 2005年 - 講道館杯 2位
- 2006年 - 体重別 優勝
- 2006年 - 全国警察柔道選手権大会 優勝
- 2006年 - 講道館杯 3位
- 2007年 - 全日本選手権　5位
- 2007年 - 全国警察柔道選手権大会 2位
- 2009年 - 全国警察柔道選手権大会 優勝
- 2010年 - 全国警察柔道選手権大会 2位

(出典、JudoInside.com)